# Huntsville (Teksas)
Huntsville – miasto w Stanach Zjednoczonych, w stanie Teksas, stolica hrabstwa Walker. Miasto posiada liczne więzienia, oraz komorę egzekucyjną, w której odbywają się wszystkie egzekucje w stanie Teksas. Położone jest około 100 kilometrów na północ od centrum Houston. 
Do największych pracodawców w mieście należą Departament Sprawiedliwości Kryminalnej Teksasu (4,4 tys. osób) i Sam Houston State University (2,4 tys. osób).
W Huntsville mieszkał i zmarł Sam Houston – prezydent Republiki Teksasu.

## Demografia
W latach 2010–2020 populacja wzrosła o 19,2%. W 2023 roku liczy 48,6 tys. mieszkańców, w tym byli: biali niebędący Latynosami (48,7%), Latynosi (23,4%), Afroamerykanie (22,7%) i osoby rasy mieszanej (13%).